# Matti Puhakka
Matti Juhani Puhakka, född 7 februari 1945 i Eno i Norra Karelen, död 6 oktober 2021 i Joensuu, var en finländsk socialdemokratisk politiker. Han var Finlands trafik- och transportminister 1983–1984 och minister i social- och hälsovårdsministeriet 1984–1987 i Regeringen Sorsa IV. I Regeringen Holkeri (1987–1991) var han arbetskraftsminister 1987–1991 (från 1989 kallat för arbetsminister). Han var ledamot av Finlands riksdag 1975–1991 och 1995–1996.
Puhakka erhöll ministers titel år 2009.